# Båven
Båven er en sø beliggende centralt i det svenske landskap Södermanland. Søen er tredjestørste i landskapet, efter Mälaren og Hjälmaren, og den største som ligger helt indenfor landskapets afgrænsning. Båven ligger i kommunerne Flen, Gnesta og Nyköping. Søen har et areal på 68 km², og den ligger 21 meter over havet. Båven afvandes af  Husbyån, som går til søen  Långhalsen, som  afvandes af Nyköpingsån.
Søen er karakteriseret af mange forgreninger og mange øer. Kystlinjen er omkring 500 km lang, og søens gennemsnitsdybde er cirka 10 meter; Det dybeste punkt ligger over 50 meter under overfladen. Søen har forholdsvis rent vand og et rigt fugleliv med mange beskyttede områder for fugle. Malle er en sjælden fisk som lever i Båven.
Den  eneste by som ligger direkte ved søens bred, er Sparreholm med godt 700 indbyggere. Rundt om  Båven ligger flere slotte og herregårde, blant dem Sparreholms slot, Vibyholms slot, Rockelsta og Skedevi.
Inbåven er en vig der ligger mod nord-nordøst i søen, og har forbindelse med resten af Båven via Bocksfjärden og Jälundsund. Navnet Inbåven er også i brug et stykke nedenfor Jälundsund. Inbåven munder ud i gattet mellem Hornet og Klubben. Hornet er den yderste spids på Hyltingeö (se under) og ligger i Gryt sogn. Klubben er en tidligere ø, som for tiden ved tilgroning er blevet forbundet med fastlandet ved Ullabergs herrgård i Björnlunda sogn. Herregården Boxtorp ligger ved Inbåvens nordlige bred. Ca. tre kilometer nordøst for Inbåven ligger Stjärnhov.
Hyltingeö er en stor halvø i Båven som har forbindelse med fastlandet via et næs og en bro. Halvøen er delt mellem sognene Gryt og Hyltinge sogn.
59°1′0″N 16°56′31″Ø / 59.01667°N 16.94194°Ø